# 2008年10月體育
| 2008年體育： | ← \| 1月 \| 2月 \| 3月 \| 4月 \| 5月 \| 6月 \| 7月 \| 8月 \| 9月 \| 10月 \| 11月 \| 12月 \| → |
|              |                                                                                               |

## 10月31日
- 印度棋手阿南德在德国波恩举行的2008年国际象棋世界冠军对抗赛中以6.5比4.5的总比分战胜俄罗斯棋手克拉姆尼克，成功卫冕世界冠军。（新浪网（页面存档备份，存于））
- 国家联盟冠军费城人队以4比1的总比分击败美国联盟冠军坦帕湾光芒队，获得美国职业棒球大联盟2008年世界系列赛的总冠军。（新华网 Archive.today的存檔，存档日期2013-04-28）